# Goldman (téléfilm)
Pour les articles homonymes, voir Goldman.
Pour plus de détails, voir Fiche technique et Distribution.
Goldman est un téléfilm français réalisé par Christophe Blanc, diffusé le 29 août 2011 sur Canal+.
Ce téléfilm biographique raconte la vie de Pierre Goldman.

## Synopsis
Pierre Goldman est originaire de Pologne. Sa frustration le conduit, progressivement, du communisme au grand-banditisme.

## Fiche technique
Sauf indication contraire, les informations mentionnées dans cette section peuvent être confirmées par la base de données cinématographiques IMDb,  présente dans la section « Liens externes ».
- Titre : Goldman
- Réalisateur : Christophe Blanc
- Scénariste : Dan Franck et Michaël Prazan
- Producteurs : Christophe Louis, Adrian Politowski, Cécile Roger-Machart, Gilles Waterkeyn
- Directeur de la photographie : Jean-François Hensgens
- Distribution des rôles : Christel Baras
- Création des costumes : Catherine Rigault
- Coordinateur des cascades : Cyrille Hertel
- Société de production : BE-FILMS, Capa Drama, Le Tax Shelter du Gouvernement Fédéral de Belgique et uFilm
- Société de distribution : Canal+
- Format : Couleur - 2,35:1 - 35 mm
- Pays d'origine :  France
- Genre : Film biographique
- Durée : 90 minutes
- Date de diffusion : 29 août 2011

## Distribution
- Samuel Benchetrit : Pierre Goldman
- Arié Elmaleh : Franck
- Pierre-Félix Gravière : Marc
- Johan Leysen : Alter Goldman
- Olivier Claverie : Maître Georges Kiejman
- Adèle Haenel : Jeanne
- Yannick Choirat : Philippe
- Tony Mpoudja : Roland
- Guillaume Marquet : Gérard Quinet
- André Marcon : Marcel Leclerc
- Annie Mercier : Simone Signoret
- Tatiana Rojo : la prostituée
- Frédéric Clou : Gendarme cour assises Amiens